# Mao (Kartenspiel)
Mao ist ein Kartenspiel für vier und mehr Spieler und ist mit Mau-Mau verwandt.

## Spielregeln
Die wichtigste Regel ist es, neuen Spielern die Regeln nicht zu erklären. Deren einzige Möglichkeit, die Regeln herauszufinden, beruht auf Beobachtung und Versuch und Irrtum. Ein Spieler, der eine Regel bricht, wird mit einer zusätzlichen Karte vom Kartendeck bestraft. Dabei muss vom bestrafenden Spieler die falsche Handlung genannt, von diesem darf jedoch nicht die dazugehörige Regel erklärt werden. Falls die Karte fälschlicherweise gegeben wurde, muss er die Karte behalten.
Da es kein einheitliches Regelwerk gibt, sind die weiteren Regeln je nach Region oder Spielergruppe unterschiedlich.
Ziel des Spieles ist es, alle Karten von der Hand zu bekommen. Jeder Spieler bekommt beim Spielbeginn eine gleiche Anzahl von Karten, oft fünf oder sieben Stück. Die Spieler legen nacheinander jeweils eine Karte mit dem Bild nach oben auf einem Stapel ab. Dabei kann jede Karte gespielt werden, falls die Kartenfarbe oder der Kartenwert mit der vorherigen Karte übereinstimmt. Wenn der Spieler nicht ablegen kann, muss er eine Karte vom Kartendeck ziehen und in vielen Varianten dabei eine bestimmte Handlung ausführen.
Zudem existieren Regeln, die nach bestimmten Aktionen vorschreiben, bestimmte Handlungen auszuüben oder festgelegte Worte zu sprechen.
Einige Karten können eine besondere Bedeutung haben:
- Eine Karte wechselt die Spielreihenfolge
- Bei einer Karte muss der nächste Spieler aussetzen
- Einer Karte darf man in der Regel immer spielen und dabei eine neue Kartenfarbe bestimmen
- Alle Karten einer bestimmten Art müssen benannt werden
- Bei einer Karte muss der nachfolgende Spieler eine bestimmte Anzahl von Karten ziehen